# Bassie & Adriaan: De Geheimzinnige Opdracht
Bassie & Adriaan: De geheimzinnige opdracht (1992) is de achtste televisieserie van het Nederlandse televisieduo Bassie en Adriaan. De uitgavetitel is Bassie en Adriaan: Op reis door Europa.

## Het verhaal
De Baron wordt uit de gevangenis ontslagen en wil nog altijd wraak op Bassie en Adriaan. Hij vervangt zijn helpers B2 en Vlugge Japie door B100 (de 100e boef die de Baron aanneemt) en Handige Harry.
Bassie en Adriaan krijgen ondertussen de opdracht om in verschillende Europese landen steeds een pakje op te halen voor een geheimzinnige opdrachtgever. Elke opdracht omvat een cryptische omschrijving van de plek waar het pakje zich bevindt. Hoewel Adriaan sceptisch is over de opdracht, spoort Bassie hem aan deze toch aan te nemen. Bij hun bezoekjes aan elk land worden landelijke gewoontes en gerechten geleerd aan de kijkers. Ze maken tijdens de reis gebruik van verschillende vervoersmiddelen, vaak typerend voor het land. Ook zingen Bassie en Adriaan in enkele landen een lied over de taal.
B100 reist Bassie en Adriaan steeds achterna om te zien waar ze heen gaan zodat de Baron ze in een hinderlaag kan lokken. Handige Harry heeft hiervoor een zender verwerkt in een walkman en deze naar Bassie gestuurd. Telkens als hij de walkman gebruikt, kunnen de boeven op een tv-scherm zijn locatie traceren. Hierdoor kan hij aan B100 doorgeven waar ze zijn, zodat deze weet waar hij naartoe moet. Door zijn eeuwige pech raakt B100 ze echter steeds weer kwijt. Als de Baron hem vervolgens opbelt, legt hij uit wat er gebeurd is gevolgd door de slogan "Ik heb ook altijd pech! Ze moeten altijd mij hebben." De Baron wordt dan heel boos, waarbij hij de telefoon doormidden breekt. Hij zegt hierbij dan vaak: "Drommels, drommels, drommels!" De Baron bedenkt geniale plannen om Bassie en Adriaan te grazen te nemen met de bom van Harry, die door hem een 'boem' wordt genoemd. Deze ontploffen echter voortdurend voordat ze voltooid zijn. Harry zegt dan: "Foutje, moet kunnen!" Later in Luxemburg verzamelt de Baron een heel leger boeven om Bassie en Adriaan te grazen te nemen. Bassie en Adriaan moeten noodgedwongen een bos in vluchten waar ze aan de boeven kunnen ontsnappen door een rivier over te steken. Handige Harry en B100 willen ook de rivier oversteken, maar kunnen dat niet. Naast de rivier zit namelijk een stuwmeer. De dam opent zodra de boeven in de rivier lopen, waardoor ze door de stroming worden meegesleurd. Zo raken Bassie en Adriaan de boeven uiteindelijk kwijt.
In de twaalf pakjes die het duo uiteindelijk vindt, zitten blokken hout die samen het logo van de toenmalige Europese Economische Gemeenschap vormen. Vervolgens worden ze uitgenodigd voor de deur bij het ministerie van Buitenlandse Zaken in Den Haag, waarna Piet Dankert uitlegt dat twaalf opdrachtgevers het tweetal door alle toenmalige landen van de Europese Unie lieten reizen, om zodoende de kinderen kennis bij te brengen over Europa. Kortom, Piet Dankert was de geheimzinnige opdrachtgever, samen met nog elf anderen.

## Achtergrond
In oktober 1989 werd bekendgemaakt dat er plannen waren voor deze reeks als onderdeel van een vijfjarenplan, opgesteld samen met de TROS. De serie werd in twee delen gefilmd namelijk van april tot en met juni en van september tot en met oktober 1990. Het eerste blok werd gefilmd in Italië, Wales, Ierland, Luxemburg, Duitsland en Denemarken. Het tweede blok werd gefilmd in Frankrijk, Portugal, Spanje, Griekenland en België. Tussen de twee blokken door werd drie dagen gefilmd in de jachthaven van Ridderkerk voor de scènes op de boot van de Baron. De boot was een 'Eagle Marine Super Yacht' uit 1991. Dit is een 'custom-built' jacht voorzien van twee DAF motoren die ieder 220 pk leveren. De laatste scène werd gefilmd voor de deur van Bezuidenhoutseweg 67 in Den Haag, de voormalige locatie van het Ministerie van Buitenlandse Zaken.
Als vervanger voor de boef B2 werd het personage Handige Harry geschreven. Voor deze rol werd eerst Peter Lusse gevraagd, maar hij bedankte omdat hij het te druk had met andere tv-aanbiedingen. Na een tijdje vond Aad de combinatie Vlugge Japie en Handige Harry niet leuk, er moest een kil personage bij zoals B1 uit Het geheim van de sleutel en De diamant. Deze rol werd tien jaar eerder door Willem Sibbelee gespeeld, maar Wil kon niet omdat hij een ernstige vorm van reuma had gekregen (hij zou hier in 1992 aan overlijden). Daarom werd B100 in de serie geschreven. Voor de rol van van B100 was eerst Tjerk Risselada uitgekozen. Hij dacht echter dat het om een kleine rol ging, maar het bleek een rol te zijn met veel tekst. In goed overleg met Aad van Toor werd de samenwerking gestopt.
Oorspronkelijk was het de bedoeling dat de afleveringen vanaf 7 oktober 1991 op televisie te zien waren (jaartal aftiteling). Dit werd echter februari 1992 bij de TROS. Vervolgens werd de serie met succes in 1993 op zesdelige VHS uitgebracht. Vanaf november 1994 was de serie wekelijks te zien op Kindernet en vanaf januari 1995 op de BRTN.
De muziekarrangementen werden in deze uitzendingen gecomponeerd door arrangeur Aad Klaris en er werden verschillende nummers gebruikt als achtergrondmuziek van artiesten zoals onder andere Vangelis, Clannad en Jean-Michel Jarre. In 1997 werd er speciaal voor deze serie en De reis vol verrassingen nieuwe achtergrondmuziek gecomponeerd door Aad van Toor en Bert Smorenburg. Deze muziek verving alle achtergrondnummers die in de oorspronkelijke uitzendingen te horen waren. Ook de leader en de liedjes werden voorzien van nieuwe arrangementen. Dit werd gedaan als gevolg van een zakelijk conflict met Aad Klaris. Later in 1999 werd Adrina Produkties in het gelijk gesteld door de rechter en had hiermee dus de originele muziekarrangementen kunnen blijven gebruiken.
In 2004 werd voor de dvd-uitgave en de vernieuwde tv-serie de muziek van Smorenburg verwijderd en weer opnieuw geplaatst, maar dan in stereo kwaliteit en anders ingedeeld dan voorheen. Zo werden er nummers toegevoegd die nooit eerder in de serie voorkwamen zoals Vrolijke rijder en Achtervolging kroon. Ook het geluid en de stemmen zijn in stereo gemixt. Dit is de enige serie waarbij deze geluidsbewerking gedaan is.
In 2020 en 2021 werd de nieuwste nabewerking van de hele serie op YouTube geplaatst.

## Personages en acteurs
| Personage            | Acteur/actrice      |
| -------------------- | ------------------- |
| Bassie               | Bas van Toor        |
| Adriaan              | Aad van Toor        |
| Baron Van Neemweggen | Paul van Gorcum     |
| B100                 | Hans Beijer         |
| Handige Harry        | Paul van Soest      |
| Vlugge Japie         | Bas van Toor        |
| Meisje met brief     | Cindy van Toor      |
| Danny Verbiest       | Zichzelf            |
| Piet Dankert         | Zichzelf            |
| Diverse rollen       | Hans van der Velden |

## Afleveringen
| №  | Titel aflevering                     | Land        | Plaatsen | Vervoersmiddel                 | Raadsel (+ oplossing) | Eerste uitzending NL |
| -- | ------------------------------------ | ----------- | --- | ------------------------------ | --- | -------------------- |
| 1  | Een vreemd verzoek                   | Nederland   | Ouderkerk aan den IJssel, Haarlem, Westland, Bloemenveiling Westland (tegenwoordig Flora Holland), Naaldwijk | Vrachtwagen                    | Voordat de bloemen op reis gaan, gaan ze eronderdoor, het pakje ligt erachter (achter de veilingklok) | 7 februari 1992      |
| 2  | Het verschil tussen hoog en laag     | Frankrijk   | Parijs, Thoiry, Saint-Malo, Fort National                                                                    | TGV                            | Ga naar de kust van Bretagne waar het verschil tussen hoog en laag water het grootst is. Daar staat een eiland waar je naartoe kunt lopen als je op tijd bent. Als je in de put zit, vind je het pakje. (in een waterput op een getijdeneiland bij Saint-Malo) | 14 februari 1992     |
| 3  | Het einde van het goede spoor        | Wales       | Llanfairpwll, Llanberis, Caernarfon, Llanberis Railway Station, Snowdon                                      | Vliegtuigje & stoomtrein       | Hoog boven Wales ligt het pakje. Zoek het goede spoor, al is het nog zo smal. Aan het eind van het spoor krijg je hulp. (met een stoomtrein de bergen in, alwaar een herdershond de weg wijst)                                                                 | 21 februari 1992     |
| 4  | De weg van de wijndruif              | Portugal    | Lissabon, Alto Douro, Pinhão, Graham's Port Lodge, Porto                                                     | Auto & zeilboot                | Volg de weg die de wijndruif aflegt om port te worden. Die weg is heel lang. Als de wijndruif 120 jaar oud is, ben je bij het pakje. (in een pakhuis voor portvaten, bij een portvat waar 120 jaar oude port in zit)                                           | 28 februari 1992     |
| 5  | Zon en regen wijzen de weg           | Ierland     | Dublin, Killaloe, Limerick, Bunratty, Burren Way, (Craggaunowen), (Knappogue Castle)                         | Watervliegtuig, kano & huifkar | De zon en regen wijzen je de weg naar het pakje. (aan het einde van een regenboog) | 6 maart 1992         |
| 6  | Als je bij de hand bent              | Italië      | Fano, Gradara, Pesaro, Rome, Urbino                                                                          | Scooter                        | Zoek in de omgeving van Pesaro. Als je bij de hand bent vind je het pakje. (in een zogenaamde Mond der Waarheid) | 13 maart 1992        |
| 7  | Waar zingen gevaarlijk is            | Duitsland   | Rotterdam, Linz am Rhein, Koblenz, Boppard, Loreley, Rhens                                                   | Rijnschepen & taxi             | In het midden van rijn waar zingen gevaarlijk was, wijst de haan van Lamberti je vanuit de troon naar het pakje. (bij Loreley in de Rijnpalts, vanuit de zogenaamde Koningsstoel, wijst de haan van een kerktoren de locatie aan)                              | 20 maart 1992        |
| 8  | Op 42.195 meter                      | Griekenland | Athene, Piraeus, Egeïsche Zee, Aegina, Marathon                                                              | Zeiljacht                      | Het pakje ligt op 42.195 meter van Athene af. (in Marathon, de 42.195m verwijst naar de afstand die de lopers tijdens een marathon moeten afleggen) | 27 maart 1992        |
| 9  | Uit de hand van een kindervriend     | Denemarken  | Billund, Hedensted, Kopenhagen, Jelling, Bredsten, (Engelsholm Slot), Snaptun                                | Fiets & Vikingschip            | Je ontvangt het pakje uit de hand van een kindervriend. (in de hand van het standbeeld van Hans Christian Andersen in Legoland Billund) | 3 april 1992         |
| 10 | Waar het allerkleinste heel groot is | België      | Antwerpen, Sint-Niklaas, Brussel                                                                             | Luchtballon                    | Het allerkleinste is in Brussel heel groot, aan de voet ervan vind je het pakje. (aan de voet van het Atomium) | 10 april 1992        |
| 11 | Onder water op een droge plek        | Spanje      | Madrid, provincie Valencia, Alzira                                                                           | Paard                          | Zoek naar groene velden die oranje worden. Het pakje ligt 30 meter onder water op een droge plaats. (bij de sinaasappelplantages van Valencia, onder een aquaduct)                                                                                             | 17 april 1992        |
| 12 | De geheimzinnige opdrachtgever       | Luxemburg   | Luxemburg-Stad, Kirchberg, Vianden, Berdorf, Müllerthal, Den Haag                                            | Sportwagen                     | Zoek het pakje in de toren waar 's nachts voor de dag gezorgd wordt. (in een toren boven de energiecentrale van het stuwmeer bij Vianden) | 24 april 1992        |

Sinds 2010 wordt de serie regelmatig op RTL 8 uitgezonden, opgesplitst in 30 afleveringen.

## Liedjes per land
| №  | Liedje                                    | Land        | Opmerking                      |
| -- | ----------------------------------------- | ----------- | ------------------------------ |
| 1  | De Franse les                             | Frankrijk   |                                |
| 2  | De Engelse les (Goodmorning, goedemorgen) | Wales       |                                |
| 3  | De Portugese les                          | Portugal    |                                |
| 4  | De fairies                                | Ierland     |                                |
| 5  | De Italiaanse les                         | Italië      |                                |
| 6  | De Duitse les                             | Duitsland   |                                |
| 7  | De Griekse les                            | Griekenland |                                |
| 8  | Erik de Viking                            | Denemarken  |                                |
| 9  | Zo vrij als een vogel                     | België      | (muziekarrangementen Ruud Bos) |
| 10 | De Spaanse les                            | Spanje      |                                |

## Achtergrondmuziek
De muziek die in 1997 vervangen is:
| Uitvoerder (+ muziekschrijver) | Titel                    | Gebruikt in/bij | Album                          |
| ------------------------------ | ------------------------ | --- | ------------------------------ |
| Aad Klaris                     | Diverse deuntjes         | Verschillende scènes                                                                                                   |                                |
| Vangelis                       | Antarctica Echoes        | Scènes waarbij het over de opdracht gaat                                                                               | Antarctica (1983)              |
| Vangelis                       | Kinematic                | | Antarctica (1983)              |
| Vangelis                       | Life of Antarctica       | | Antarctica (1983)              |
| Vangelis                       | Irlande                  | |                                |
| Clannad                        | Child of the Sea         | Spannende scènes | Atlantic Realm                 |
| Clannad                        | Under Neptune's Cape     | B&A rijden in een rode sportauto terwijl de Baron zijn plan voorbereidt                                                | Atlantic Realm                 |
| Clannad                        | Predator                 | B100 zit in de boot en bewaakt B&A op het eiland in Frankrijk, en in Luxemburg tijdens de achtervolging met de boeven. | Atlantic Realm                 |
| Jean-Michel Jarre              | Magnetic Fields 1 deel 1 | Achtervolgingsscènes                                                                                                   | Magnetic Fields                |
| Dave Bradnum/Bob Weston        | Caravanserai             | Als B&A in de sinaasappelplantages zijn                                                                                |                                |
| Mladen Franko                  | Source of Danger         | Duikscènes van B100 in Griekenland                                                                                     | Underwater - Beauty and Danger |
| John Fiddy                     | Still Waters             | | Underwater - Beauty and Danger |

## Uitgave
| Jaar | Uitgever             | Medium | Lengte     | Opmerking |
| ---- | -------------------- | ------ | ---------- | --- |
| 1993 | CNR                  | VHS    | 6 x 60 min | De originele televisieserie zoals deze is uitgezonden door de TROS op zesdelige videobanden onder de titel Op reis door Europa. Deze reeks is in een herziene versie uitgebracht in 1998 op VHS. Op deel 1 en 2 is de intro van de Arcade logo te zien, op deel 3 tot en met 6 is de intro van de CNR logo te zien. Ook werd het eerste deel door Arcade uitgebracht op dvd met als extra ondertiteling. |
| 1999 | Arcade               | dvd    | 1 x 60 min | Een volledig Franse versie van het eerste deel onder de titel: Bassie et Adrien en voyage en Europe. Deze versie bevat de intro en outro van Aad Klaris, terwijl de rest van de dvd de nieuwe muziekarrangementen van Aad van Toor en Bert Smorenburg bevat. |
| 2000 | Bridge Entertainment | VHS    | 6 x 60 min | De originele muziek is volledig vervangen door muziek van Aad van Toor en Bert Smorenburg. |
| 2004 | Bridge Entertainment | dvd    | 6 x 60 min | Bij deze versie zijn de muziekarrangementen van Aad van Toor en Bert Smorenburg vervangen en opnieuw toegevoegd en is het geluid in stereo gemixt. Het eerste deel is voorzien van een Franse nasynchronisatie. Op elke dvd staan bloopers als extra. in 2007 werd deze versie uitgebracht op 3 dvds en in 2015 weer op 6 dvds                                                                           |

## Trivia
- De serie heeft een andere opzet dan vorige Bassie en Adriaan-series. De afleveringen zijn meer op zichzelf staand en kunnen dus los van elkaar bekeken worden. Verder hebben de boeven gedurende een groot deel van de serie een eigen verhaallijn die parallel loopt aan die van Bassie en Adriaan. Bassie en Adriaan weten niet dat de boeven bij hun avontuur betrokken zijn en komen hen ook bijna nooit bewust tegen.
- De Baron zegt in aflevering 1 dat hij een keer in de gevangenis is terechtgekomen omdat hij een diamant wilde stelen. In de vorige series waar de Baron in voorkwam, Het geheim van de schatkaart, De verdwenen kroon en De verzonken stad, is dit echter nooit gebeurd. Dit is wel gedaan door de Boevenbaas, de voorganger van de Baron.
- In aflevering 11 ("Onder water op een droge plek") gaat de bom van de boeven niet af omdat Handige Harry deze heeft ingesteld op Nederlandse tijd. Hoewel hij zegt dat het in Spanje een uur vroeger is dan in Nederland, liggen Nederland en Spanje in dezelfde tijdzone.
- Het personage Baron Van Neemweggen wordt in deze serie voor het eerst daadwerkelijk zo genoemd, daarvoor had men het kortweg over 'De Baron'. Bovendien heeft hij in deze serie geen wandelstok meer.
- In elke aflevering (behalve die in Nederland) vraagt Bassie waar het land ligt waar ze zijn. Als Adriaan dan op de kaart laat zien waar dat land ligt, staat daar nog altijd op dat Duitsland opgedeeld is in DDR en BRD. Het was toen echter al na de Duitse hereniging.
- In aflevering 7 ("Waar zingen gevaarlijk is") vliegt B100 in het bootje de lucht in, tijdens deze scène kun je duidelijk zien dat B100 wanneer hij in de lucht vliegt werd vervangen door een pop, de beelden waar het bootje de lucht in vliegt werden gemaakt met stopmotion foto's waarin het lijkt dat het bootje echt de lucht in vliegt.
- Dit is het enige avontuur waar de boevenbende niet wordt gearresteerd. In de laatste aflevering worden ze tijdens een achtervolging met een rivier meegesleurd waarna ze unaniem besloten dat ze hadden verloren. In de continuïteit hiervan ontsnappen de boeven in de volgende serie niet uit de gevangenis, maar zitten ze in de haven waar hun boot ligt afgemeerd.
- Het liedje Zo vrij als een vogel uit aflevering 10 wordt ook gezongen in de serie De huilende professor.
- In aflevering 11 ("Onder water op een droge plek") is een scène waarin Bassie en Adriaan langs de sinaasappelvelden op een paard rijden in werkelijkheid anders opgenomen. Nadat de oorspronkelijke scène te paard in Spanje was opgenomen liep door een fout de bandrecorder terug waardoor deze scène onbedoeld gewist werd. Dit werd echter pas bij terugkomst in Nederland ontdekt. Daarom is deze scène in Vlaardingen opnieuw opgenomen. Toen zaten Bassie en Adriaan op een kar met twee barkrukken erop. Aan de achtergrond is te zien dat dit geen sinaasappelvelden zijn.[2]
- In de aflevering in Portugal heeft de witte Renault eerst geen wieldoppen. Als ze even later stilstaan bij de wijngaard, heeft de auto die opeens wel.
- In aflevering 11 ("Onder water op een droge plek") krijgen Bassie en Adriaan in Madrid een brief van hun geheimzinnige opdrachtgever. In deze brief staat de tekst: 'ga daarmee naar de groene velden die oranje worden', zoals je ook kunt lezen. Adriaan leest echter voor; 'zoek naar groene velden die oranje worden'.
- In aflevering 9 ("Uit de hand van een kindervriend") staan Bassie en Adriaan op de fiets duidelijk op een heuvel te kijken naar de tewaterlating van een Vikingschip, waarna er nog een shot van het schip te water volgt. Vervolgens volgt er weer een shot van Bassie en Adriaan waarbij ze plotseling niet meer op de heuvel staan, maar op een open weiland tussen de mensen. De shots op de heuvel zijn niet in Denemarken opgenomen, maar in Ridderkerk.[bron?]
- In aflevering 9 wordt het liedje "Erik de Viking" gezongen. Erik de Rode zou volgens dit liedje Amerika ontdekt hebben. Deze eer komt echter aan Eriks zoon Leif Eriksson toe.
- In aflevering 5 in Ierland ("Zon en regen wijzen de weg"), aflevering 9 in Denemarken ("Uit de hand van een kindervriend"), aflevering 10 in België ("Waar het allerkleinste heel groot is") en aflevering 12 in Luxemburg ("De geheimzinnige opdrachtgever") zijn geen liedjes van de taal van dat land te horen. In Ierland zijn de officiële landstalen Engels en Iers (Engelse les in aflevering 3 in Wales), in Denemarken Deens, in België Nederlands, Frans en Duits en in Luxemburg zijn de officiële landstalen Luxemburgs, Frans en Duits (Duits in aflevering 7 in Duitsland en Frans in aflevering 2 in Frankrijk).
- Het liedje "Erik de Viking" wordt gezongen door een meerstemmig koor. In de beelden van het Vikingschip ziet men Bassie en de Vikingen zingen, maar als men goed kijkt naar de mondbewegingen van de figuranten aan boord kan men duidelijk zien dat de andere acteurs de tekst niet meezingen. Dit komt omdat de figuranten aan boord Deense acteurs waren die geen Nederlands spraken.
- Alle liedjes over de talen worden op dezelfde melodie gezongen in verschillende variaties.
- In het liedje Spaanse les is Adriaan vergeten om een regel tekst op te nemen, de regel "en playa zo heet daar het strand", dit komt omdat tijdens de opnames in Spanje alle opnames in het binnenland zijn gemaakt en het voor de productie te duur was om voor een regel tekst naar het strand te reizen. Het plan was echter om deze regel op een ander strand op te nemen (in Griekenland), dit werd echter vergeten. Adriaan heeft aan een vriend gevraagd (die reisdocumentaires maakt) of hij een paar seconden beeld mocht hebben om in de aflevering te plakken. Vandaar dat er nu beeld van een strand te zien is tijdens deze regel tekst. Ook het beeldkwaliteitsverschil valt op.
- Aflevering 9 in Denemarken rijdt B100 het water in met de auto. Bassie en Adriaan kregen echter niet de vergunning om deze scène ook daadwerkelijk in Denemarken op te nemen. Deze scène is daarom opgenomen in Ridderkerk.[3]
- In aflevering 10 zegt Adriaan dat men in België twee talen spreekt, namelijk Nederlands en Frans. Dit klopt echter niet, want er wordt in België ook nog Duits gesproken, wat dus drie talen zijn.
- In totaal is de scène in aflevering 12, waarbij Bassie en Adriaan in een bos naar boven klimmen en B100 met twee andere boeven daar onder naar hen aan het zoeken zijn, 32 keer opnieuw gedaan. Dit omdat Bassie (per ongeluk) een steen op B100 zijn hoofd trapt, maar die steen er de hele tijd naast kwam. Pas na 32 keer belandde die steen op het hoofd van B100.
- In aflevering 12 ("De geheimzinnige opdrachtgever") is het toenmalig gebouw van de E.E.G. te zien, de voorganger van de Europese Unie. Het gebouw zelf is het European Convention Center Luxembourg (ECCL), ook wel het Europees congrescentrum van Luxemburg.[4]
- Op de dvd's van de serie is het logo van de EEG dat de stukken uit de pakjes vormen bij elke aflevering al te zien voorafgaand aan de leader.